# Kalypso (Software)
Bei Kalypso handelt es sich um ein Open-Source-Softwareprojekt, welches als generelles Modellsystem schwerpunktmäßig für numerische Simulationen in der Wasserwirtschaft eingesetzt wird, wie zum Beispiel für die Erstellung von Hochwasserschutzkonzepten, Hochwassergefahrenkarten und Hochwasserrisikokarten. Die Anwendung ist auf SourceForge.net veröffentlicht.
Konzipiert wurde Kalypso in Zusammenarbeit von Björnsen Beratende Ingenieure GmbH und des Institut für Wasserbau an der Technischen Universität Hamburg-Harburg.

## Projektstruktur
Innerhalb des Projekts wird zwischen Kalypso und den sogenannten Kalypso-Applikationen unterschieden.

### Kalypso
Kalypso subsumiert eine Reihe von wasserwirtschaftlichen Standardmodulen:
Kalypso HydrologyNiederschlags-Abfluss-Simulation
Kalypso WSPMeindimensionale Wasserspiegellagenberechnung
Kalypso 1D/2Dinstationäre gekoppelte 1D/2D-Strömungsberechnung
Kalypso FloodErmittlung und Darstellung von Überschwemmungsflächen und Fließtiefen auf Basis von Digitalen Geländemodell Daten und simulierten Wasserspiegellagen
Kalypso RiskAusweisung von Hochwasserrisiken entlang von Gewässern
Kalypso EvacuationUnterstützung der Konzeption und Validierung von Evakuierungsstrategien
Die Standardmodule basieren auf dem Framework KalypsoBASE und sind als freie Software unter den Bedingungen der GNU Lesser General Public License (LGPL) auch im Quelltext verfügbar. Die numerischen Modelle stehen weitgehend als Freeware zur Verfügung.

### Kalypso-Applikationen
Kalypso-Applikationen sind kundenspezifische Anwendungen, die ebenfalls auf der Grundlage des Frameworks KalypsoBASE aufsetzen. Sie stellen sogenannte Rich Clients dar, die dem Anwender den notwendigen Funktionsumfang zur Bearbeitung seiner Fachaufgaben bereitstellen. Typische Anwendungsbereiche sind entscheidungsunterstützende Systeme (englisch „decision support system“) sowie Modellierungssysteme für die Bereiche Wasserwirtschaft, Natur- und Landschaftsschutz. So sind zum Beispiel auf der Grundlage von KalypsoBASE Applikationen für die Hochwasservorhersage, die Niederschlag-Abfluss-Modellierung, die Wasserspiegellagenberechnung sowie die Bewertung gewässermorphologischer Gewässerzustände einschließlich der Eruierung von naturnahen Maßnahmen zur Hochwasserreduktion erstellt worden.
KalypsoBASE stellt somit einen Baukasten für die Erstellung von Anwendungen mit stark räumlichen (GIS-Analysen) und gegebenenfalls zeitlichen (Zeitreihenverarbeitung und -analyse) Aspekten dar, die mit Hilfe der Entwicklungsumgebung Eclipse gebunden werden.
Im Folgenden eine Liste von Projekten, welche KalypsoBASE als Grundlage verwenden:

#### nofdp IDSS

Logo des nofdp IDSS

Das nofdp IDSS (nature-oriented flood damage prevention Information and Decision Support System) wurde im Rahmen des nofdp-Projektes erarbeitet. Das Projekt ist Teil des EU-INTERREG-III-B-Programms. Ziel des Projektes war die Erarbeitung eines Konzeptes für den ökologisch ausgerichteten Hochwasserschutz.
Das nofdp IDSS stellt Werkzeuge für die Vorplanungsphase zur Verfügung und ermöglicht so eine integrative Betrachtung von Flusseinzugsgebieten im Hinblick auf eine Verbesserung des Schutzes vor Hochwasserschäden unter Einbeziehung von Aspekten der Raumplanung, Wasserwirtschaft und Ökologie.